# هارولد میلر
هارولد میلر (به انگلیسی: Harold Miller) بازیکن فوتبال زادهٔ ۲۰ مه ۱۹۰۲ اهل کشور انگلستان بود که سابقهٔ بازی در تیم ملی فوتبال انگلستان را در کارنامهٔ خود دارد. وی در تاریخ ۲۴ مه ۱۹۲۳ تنها بازی ملی خود را در مقابل تیم ملی فوتبال سوئد انجام داد.
این بازیکن توانسته در این بازی ملی، ۱ گل به ثمر برساند.